# روبرت ويليام لوري
روبرت ويليام لوري (بالإنجليزية: Robert William Lowry)‏ هو طابع حروف ‏ ومدرس نيوزيلندي، ولد في 17 نوفمبر 1912، وتوفي في 7 ديسمبر 1963.